# 沙中綫偷工減料醜聞

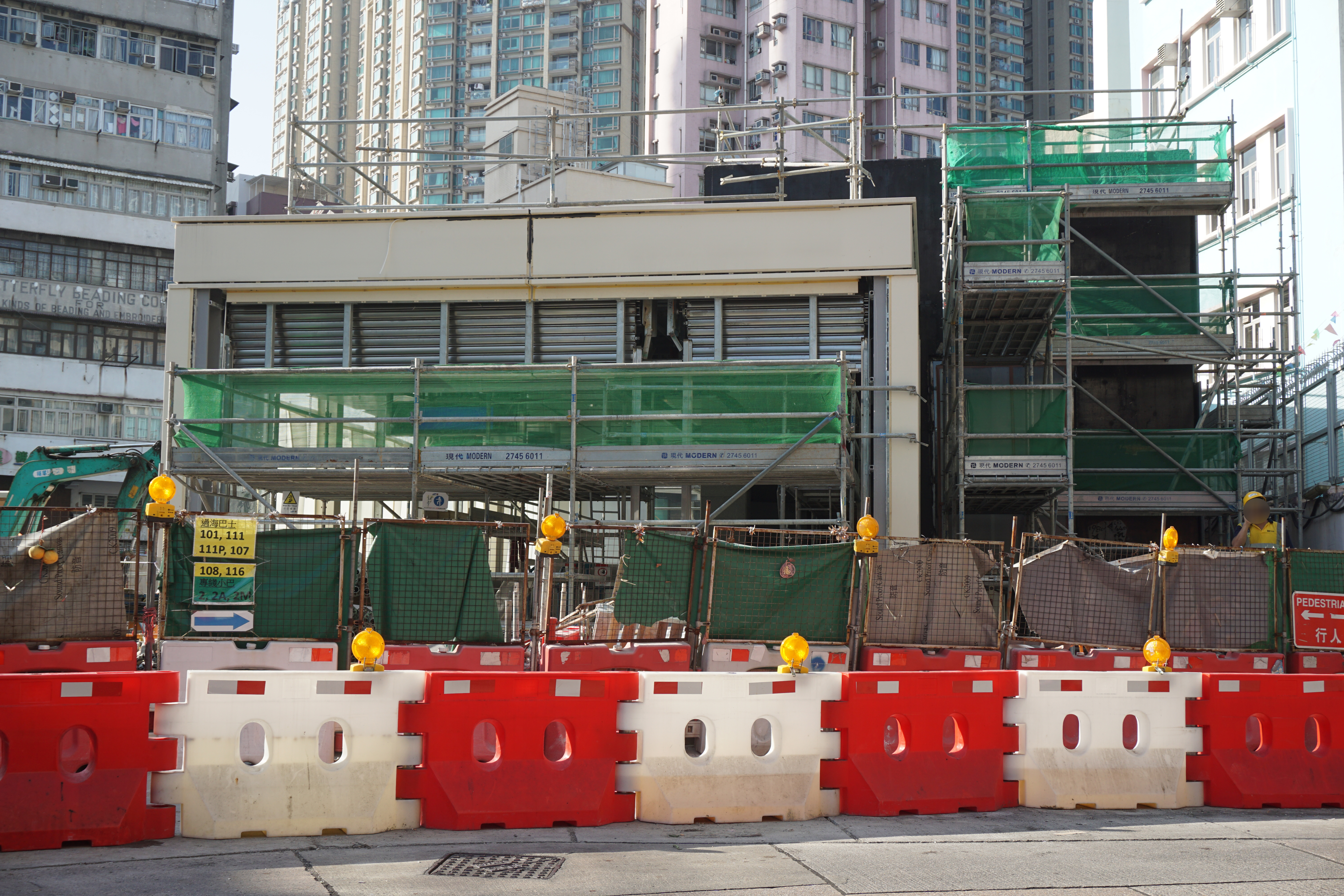
沙中綫工地，現為土瓜灣站A出口

沙中綫偷工減料醜聞，亦稱沙中線問題，指香港港鐵建造沙田至中環綫期間有關施工質量的問題，包括剪短鋼筋、鄰近建築物沉降超標，以及建造部分結構時出錯。事件牽涉多個興建中的車站，包括會展站、紅磡站及土瓜灣站，其中紅磡站情況最嚴重。
9名港鐵高層被政府要求辭職，當中包括港鐵主席馬時亨。醜聞自2018年5月被揭發起，已引起公眾高度關注，政府遂成立獨立調查委員會徹查連續牆及月台層板建造工程事件。經過先後兩個階段共78日的實質聆訊，調查委員會已完成所有調查研訊，2020年3月27日向行政長官林鄭月娥提交最終報告。不過事隔近3年，沒有人因此被檢控，總承建商禮頓收了一張傳票後，已經恢復投標資格。而相關案件在事發5年後，禮頓透過律師代表承認一項「身為註冊一般建築承建商嚴重偏離建築事務監督根據建築物條例批准的圖則所顯示的工程」罪，判罰款港币4萬元。

## 背景
沙田至中環綫是由港鐵公司負責興建的鐵路擴展項目。項目拆分為「大圍至紅磡段」及「紅磡至金鐘段」兩部份：大圍至紅磡段為第一期，將與現有馬鞍山綫及西鐵綫組成屯馬綫；紅磡至金鐘段為第二期，由現東鐵綫向南伸延至香港島，以金鐘為終點站。項目由香港政府撥款興建，工程由港鐵公司監工，通車後將服務經營權交由港鐵營運。
港鐵公司是整個沙中綫鐵路項目的监工，其下為總承建商禮頓，下面再委派其他承建商負責不同工程項目。當中，泛迅建築為紮鐵工程分判商，而中科興業則為層板混凝土工程的分判商。

## 涉事單位及人物
- 香港政府
  - 運輸及房屋局、局長陳帆
    - 路政署
- 港鐵公司
  - 馬時亨（董事局非執行主席，兩度請辭但獲留任至新管理層履新）
  - 梁國權（行政總裁，將提早退休並待新管理層履新後離職）
  - 黃唯銘（時任沙中綫工程項目總监，已被免職）
- 禮頓建築（總承建商）
  - 泛迅建築（紮鐵工程分判商）
- 中科興業（層板混凝土工程分判商）
  - 潘焯鴻（董事總經理）
- 礼顿-中国建筑国际联营
- 三星—新昌合營

## 土瓜灣站

### 車站結構牆被剪走鋼筋
2018年6月12日，蘋果日報揭發土瓜灣站地下二層月台大堂，扶手電梯與樓梯之間的分隔牆疑未依照圖則進行。牆中兩層鋼筋的其中一層被剪走，全幅牆身大約高20至30米，但港鐵的監工未有上報。
路政署於6月5日知悉事件後，於同日及本月7日要求港鐵公司就有關事件提供相關資料。不過港鐵回覆並未提供包括問題牆身的範圍、導致事故的原因、工程監管的情況及對結構的影響等資料。路政署在同月11日再去信港鐵，不滿港鐵未能及時通報有關事故，對此感失望及不能接受。要求港鐵於6月18日或之前提交報告詳細交代。
到6月18日（農曆五月初五），路政署接獲港鐵通知，以公眾假期為由（當天為端午節）推遲至次日提交，署方表示失望及不滿。署理行政長官張建宗表示，港鐵延遲提交報告的做法並不理想。
調查報告顯示，站內另一條通道的同類牆壁亦有兩個位置，合共41平方米牆面曾削筋。港鐵亦證實一名港鐵監督人員對承建商削筋知情不報，現已開始紀律程序。港鐵沙中綫土木工程總經理黃智聰表示，已指示承建商鑿開涉事兩幅牆壁全部320平方米牆身，以確保符合圖則。

### 疑以建築廢料建牆
2018年6月29日，民主派議員、議會陣線立法會黨團召集人毛孟靜收到一名自稱土瓜灣站地盤前員工的匿名信並附有3張相片，指疑有人在該站月台其中一條樓梯，以建築廢料填充牆身。從相片可見有人將多袋建築廢料整齊堆放牆邊。報料者指有駐地盤經理安排管工將垃圾放至該空間，惟他重回該處已發現牆身注滿混凝土。
毛孟靜指她徵詢過專業人士意見，包括一名沙中線前工程人員，對方表示如是準備丟棄的垃圾理應不會堆放得如此整齊，而且这些廢料上亦支撐著喉管，並不尋常。另一土木工程師則認為用這種方式建牆是「百份之百違規」。不過亦有專業人士認為，單憑這幾張圖片難以猜測是否真有人用廢料填充牆身。

### 隱瞞樓宇和煤氣管出現沉降超標
香港於1970年代建築地鐵時，於九龍半島的走線主要以「明挖回填」方式建造，只要間歇封閉路面行車線即能施工。但在已發展的舊區建造地鐵，就需要躲避很多大廈樁柱和公共設施（如電纜、水管）。現時沙中綫工程須要在岩層鑽挖，深度達地下30米，比沿線旁舊樓的樁腳還要深。所以，因着工程對岩層及地下水的影響，造成這些舊樓的沉降比預期嚴重。
2018年8月8日，有傳媒揭發2017年中港鐵撰寫的顧問內部報告，指出土瓜灣站附近出現大沉降。引發多達23幢周邊樓宇及地下喉管沉降超出容許上限，有7個位置超標。另有3處喉管沉降超標，但港鐵當時未有通知煤氣公司。
不過港鐵及承建商沒按機制停工，繼續工程，而且沒有通報受影響居民。部份地點更毗鄰油站，但一直未有停工。有公眾人士擔心大規模沉降會造成氣體爆炸。
馬頭圍道一帶多幢大廈外牆都設有測量裝置，其中江蘇街大廈外牆，有裂縫延伸兩層直至地底。港鐵年前得悉沉降超標後未有加固維修，反而向屋宇署申請放寬至少10幢大廈的沉降容許上限，有大廈的放寬比率更高達4成。最終屋宇署最終沒有批准申請，但也沒有勒令港鐵停工，容許地盤繼續開工。有議員批評港鐵「搬龍門」（任意更改標準），又質疑政府沒有立即要求停工。路政署與港鐵在2017年已得悉沉降問題，但並無對外公布。
煤氣公司證實有4條喉管沉降超出上限，1處接駁位出現滲漏。其中2處需更換成韌性較強的聚乙烯管；1處已是聚乙烯管，因此毋須更換；1處沒有用戶，因此關閉喉管隔離。港鐵指沉降過去一年平穩無再出現變化，會要求同事翻查資料。
當區議員查詢監測點資料時，港鐵以大廈沉降資料屬私隱為由，稱監察點數據不適合公開。區議員估計港鐵擔憂影響樓價而不公開。

### 港鐵疑阻撓居民申索
《蘋果日報》報道指出，港鐵為處理土瓜灣一带居民因楼宇結構索償，所安排的第三方公證行，當每完成調查完成都會先將報告草稿電郵予港鐵高層人員審批，經修改後才發給居民，有律師質疑事件涉及詐騙，該區區議員林博考慮報警。民主黨立法會議員林卓廷批評港鐵欺騙無企業道德，林港鐵審批公證行文件等同港鐵附屬組別，「非常可恥」。林又稱，如港鐵和公證行明知投訴個案中的損壞是與工程有關卻故意隱瞞，有串謀詐騙之嫌。法政匯思召集人、律師文浩正表示，若港鐵私下與公證行溝通並修改報告，會損害居民索償法律權利，港鐵有觸犯詐騙罪之嫌。
亦有居民表示，港鐵開展挖掘工程後單位經常震動，屋內有牆身和地板出現裂痕。雖然港鐵曾派員檢查，但事後認為符合安全標準，又認為裂痕是楼宇本身老舊所致，並無證據顯示與工程有關，因此拒絕負責。而當居民從媒體得知港鐵疑與公證行「打龍通」後，他質疑港鐵當日說謊，要求對方正視工程影響及作出賠償。

## 會展站
2018年6月，會展站被傳媒揭發在施工期間曾出現大問題。報道指港鐵早在2016年已就此事向總承建商「禮頓中建聯營」發出不合格通知書，連同2018年5月和6月同一地盤兩次因未按施工圖則搭建臨時鋼支撐架，總承建商已有3次紀錄不合格。

### 挖掘支撐不足被叫停工
2018年6月17日，《明報》報道立法會議員田北辰表示接獲消息指，承建商「禮頓—中建聯營」在挖掘工程期間未有為垂直隔牆做足夠支撐，港鐵勒令暫停挖掘。

### 建造連續牆出錯 兩年後傳媒揭發才證實
2018年6月19日，《蘋果日報》報道會展站早在2016年建造連續牆時已出錯，港鐵向禮頓中建發出的不合格報告指，工程人員因用詞不一而畫錯圖則，分判商三寶建設將連續牆的鋼筋鐵籠正反面調轉，承建商最終要更改原有的施工圖則設計。承建商及港鐵監工均未有察覺。事件揭發港鐵疑涉知情不報。6月20日，港鐵工程總監黃唯銘在電台節目證實早在2016年中已發現事件，已向承建商發出不及格報告。

### 沉降超出警戒水平 一度勒令停工
8月9日，會展站被揭有多處沉降監測點超出警戒水平，最嚴重處累積沉降逹83毫米，超標2.3倍，水務署亦證實在會展站施工期間，有水管因沉降出現「角度變形」，被媒體揭發事件後港鐵始宣佈挖掘停工。直到2018年9月28日晚，政府大幅放寛沉降上限至95毫米後才復工。

## 紅磡站
對於事件被揭發報道逾10日後才決定成立委員會，是否反應太慢，林鄭稱，之前自己也處理過2宗要援引香港法例而成立的獨立調查委員會，包括南丫海難及屋邨鉛水事件，對比此2宗事件，進入調查工作的速度一點也不算慢，她強調事件涉及很多工程資料，「到今日都仲有啲資料，我哋掌握唔到」，所以決定作全面調查，現時要講會否影響沙中綫開通日期，言之尚早，「如果紅磡站唔係安全，咁就一定唔可以開通」，指已向港鐵和政府同事表明，巿民安全要放在第一位。

### 地底隧道滲水
2018年3月中，《東方日報》揭發紅磡世界殯儀館對出的隧道自2017年8月已出現滲水問題，工程人員用近半年時間作補救措施，但成效欠佳。港鐵到2018年2月發現隧道的接駁工程出問題，需鑿開其中一個駁口混凝土表面調查，發現內部的鋼筋疑未有完全接駁好和未有灌滿混凝土。其後重新施工，需臨時拆除一段長約10米的路軌和三處有同類問題的混凝土，並重造駁口。港鐵預計4月完成，並將向承建商索償。

### 螺絲帽未移除保護塞
港鐵要求承建商禮頓拆除有問題的接駁鋼筋及混凝土，拆除工程需先移走紅磡以北對出一條長約10米的路軌，但港鐵從未透露接駁位未達標之詳情。2018年7月，《香港01》獲得一組北面連接隧道局部拆除時的相片，顯示原本應連接牆內鋼筋的螺絲帽仍塞有保護膠塞，這些膠塞原本用以保護螺絲帽內的絞牙，待需與鋼筋接駁時才除去，再把鋼筋扭入螺絲帽。
工人指，當時拆除一幅牆後，看到原來應接駁鋼筋的螺絲帽，保護膠塞仍未拆除，懷疑鋼筋未曾接駁。立法會議員田北辰認為，相片比至今揭發的剪短鋼筋假裝接駁更為嚴重，田指出如果拆牆後仍可見到膠塞，即是鋼筋完全無扭入，比起月台工程以部分插入扮完全接駁更嚴重，「咁就真係好大鑊，簡直匪夷所思，離晒大譜！」

### 月台工程被揭造假 月台鋼筋被剪短
2018年5月30日，《蘋果日報》報道紅磡站地底新建月台兩幅主要牆身，近兩成螺絲頭破損或移位，不能與月台層的鋼筋接駁扭緊，而負責承建商禮頓建築不但未有更換問題部件，反而偽裝成功接駁，在2015年安排工人將鋼筋剪短。而早在2013年起，承建商在施工前更改設計，在77幅連續牆設計中刪走部分頂層鋼筋。但設計從未向港鐵或屋宇署正式申請，至2015年1月港鐵及政府才發現問題，但一直未有公佈。工程師指有關做法令鋼筋拉力大減，影響結構承重能力，最嚴重可致全層倒塌。
而下層南北走廊（東鐵綫）月台層板搭建後，連續牆的接駁位在2016年6月拍下的相片顯示多處出現滲水。港鐵一度否認牆身滲水，到媒體公開滲水的影片及相片後，港鐵才改口承認。
港鐵承認早在2015年12月已發現鋼筋遭剪短及造假，但《蘋果日報》取得的工程時間表顯示，部份涉造假鋼筋早在2015年9月已灌入混凝土。港鐵主席馬時亨拒絕回應事件。到5月31日，港鐵再度發新聞稿，改口暗示在2015年12月前已得悉有「施工質量問題」，不過未有交代發現問題的確實時間、數量及位置。路政署發新聞稿指港鐵有責任確保工程質量符合標準，要求港鐵安排獨立第三方專家進行負重荷載測試，並於一星期內提交報告。
負責層板混凝土工程的分判商中科興業有限公司在6月1日發新聞稿，證實其前線人員曾最少兩次向總承建商禮頓通報造假情況，但與承建商禮頓簽有保密協議，不能披露工程內容。涉事工程的總承建商「禮頓建築」將工程的紮鐵工序外判予2間分判商，惟當中的「泛迅建築有限公司」，在參與工程1年後才註冊為公司。
6月6日，港鐵首度公開被剪短鋼筋的照片，並表示5次巡查當中，4次均沒有書面紀錄，均未有向董事局或政府匯報。港鐵主席馬時亨重申港鐵會嚴肅處理事件，若發現有人違規會送官究辦。同時強調「好注重事件透明度」，不過被媒體追問下仍沒有交代涉事鋼筋確切數目，沒有回應事件是否涉造假，而且港鐵職員阻止記者翻閱向媒體展示的6個文件夾。原本港鐵承諾將被剪短鋼筋照片資料傳送傳媒，其後亦拒絕提供。另外，港鐵未能在限期內向路政署提交報告，最快6月15日提交。
6月15日，港鐵舉行閉門傳媒簡報會，向傳媒發佈46頁事件調查報告，指扎鐵分判商泛迅建築稱已按承建商禮頓要求剪短鋼筋。報告亦披露涉事的B區和C區月台只用不足10日時間完成紮鐵工序，其中一個倉只用5日完成，低於港鐵所指一般所需時間。路政署晚發新聞稿指收到分判商的資料，認為有關內容或涉刑事成份，已轉交警方跟進。中科興業發出聲明，批評路政署漠視報告內的顯然證據。
民主黨立法會議員林卓廷批評港鐵只向傳媒以閉門形式交代報告，不作公開，做法欠缺透明度。
《蘋果日報》訪問資深建築業界人士指，鐵路月台結構必須有足夠承托力，港鐵沙中綫紅磡站月台混凝土層有3米厚、面積逾5,000平方米，按一立方米混凝土重2.3噸計算，整個月台層自重就有34,500噸重。該業界人士指，一般承建商有做ISO認證，應一套嚴格標準施工，質疑承建商禮頓未有跟隨，自從沙中綫爆出鋼筋被剪短醜聞後，自己亦告誡親友日後避免前往該月台搭車。
2018年12月5日，港鐵公布鑿開紅磡站混凝土檢驗方式，擬隨機抽樣鑿開80個位置涉至少168個鋼筋或螺絲帽檢查，費用會先由港鐵墊支，待政府委託的獨立調查委員會完成裁定責任後，才決定由誰支付費用。12月7日，立法會鐵路事宜小組委員會討論高鐵香港段及沙中綫問題。運輸及房屋局局長陳帆指「最壞情況」的答案不言而喻，結果只有一個，但沒有表明。至2019年1月初，路政署首次發現南北走廊的樣本有問題，其中一條鋼筋扭紋長度不達40毫米標準。

## 港鐵的回應

### 質疑傳媒危言聳聽
《蘋果日報》於2018年5月揭發紅磡站沙中線月台剪鋼筋事件後，港鐵曾發表聲明指報道以誤導的標題及內容引起公眾恐慌，質疑傳媒報道危言聳聽。到工程造假醜聞鬧大，隨著更多事件曝光，港鐵才承認有「剪鋼筋」事件。有評論者批評港鐵「唧牙膏」式披露工程不合格記錄，又聲稱未有為部分工序保留書面記錄，一直避答記者問題，令人感覺港鐵管治崩壞。

### 登報聲明反擊公眾「單方面揣測」
面對社會各界指摘，港鐵在2018年6月27日於多份報章刊登聲明強調工程符合質量安全，「確定有關工程符合相關規格，已批准的圖則及法定要求」，並稱「只不斷提出單方面的指控或揣測對事件毫無幫助，亦不必要地影響公眾對鐵路基建的信心。」
對於港鐵在報章刊登廣告，稱有人單方提控揣測會影響公眾對鐵路基建的信心，最初揭發事件的工程分判商中科興業董事總經理潘焯鴻批評港鐵浪費金錢，「玻璃心」且「小家」，強調中科聲明都是建基於事實，並非危言聳聽，認為港鐵要檢討監管工程制度。潘又表示，若立法會傳召他到場交代事件他定會出席，惟希望有《立法會（權力及特權）條例》保障，方可「講得舒暢」；潘又不點名批評工程承建商禮頓「連政府都不怕」，是「香港建築界的毒瘤」。。
對於有人向田北辰報料指「見到工人扭鋼筋入連續牆的螺絲帽」，被港鐵質疑純屬揣測，田北辰強調消息只是「聽回來」而自己不掌握任何證據，稱「若有證據就一定會報警舉報」。田指出若要公眾挽回信心，港鐵必須立即抽檢鋼筋。又指禮頓同樣「一直未提交任何證據顯示全部2.6萬支鋼筋都無剪短」，港鐵反而要求公眾「相信她們」，並不公道。

### 中科總經理交代細節
翌日，中科興業董事總經理潘焯鴻於不同媒體指出，自己曾與禮頓高層視察工地時親眼目睹剪鋼筋過程，估計数目過千，並在當時拍下照片影片，指這是經過策劃而非單純前線人員施工失誤造成，潘焯鴻更透露，在與承辦商禮頓建築再度簽署保密協議前，曾用手機展示在工地拍攝鋼筋被剪短的影片，惟被對方當場要求刪除影片。其後港鐵更在去年工程尾段終止中科餘下工程，涉及金額約7,000萬元港币。潘指港鐵高層包括工程項目總监黃唯銘不可能不知情。
傍晚，潘亦到蘋果日報直播交代細節，潘焯鴻批評事件發生後港鐵不討論事件，但又出廣告質疑别人批評片面。他又指港鐵曾指「中科要脅要錢」，企圖抹黑中科，「將中科在建築界推埋死角」，潘謂港鐵刊登廣告聲明不盡不實，驅使他站出來說清楚。有讀者呼籲全港市民應罷坐港鐵。

### 港鐵非執董論壇言「你哋無資格講」
身兼港鐵非執行董事及測量師的劉炳章，於2018年7月1日出席香港電台節目《城市論壇》時，被熱血公民主席，新界西立法會議員鄭松泰質問有關沙中綫工程醜聞，劉反指鄭「挑動矛盾」，更大聲強調稱「講港鐵我最有資格講，你哋完全冇資格講（講港鐵我最有資格說話，你們完全沒資格說話）」。

### 工程未符公眾期望
港鐵主席馬時亨表示承認港鐵對於沙中線工程管理「未符公眾期望」，惟港鐵事後已積極回應，且會按照紅磡站獨立調查委員會3月發出的中期報告內容，作出相應改善措施。

## 政府回應
2018年8月7日中午，港鐵發出短暫停牌通告，並傳出將公佈多項人事變動消息。
到下午，運輸及房屋局公佈港鐵於6月中和7月13日提交有關沙中綫紅磡站工程的報告有資料不符及嚴重偏差，包括紅磡站月台層板及連續牆工程的圖則與屋宇署圖則不符，月台的鋼筋連接螺絲帽減少達2000顆，而港鐵至今仍未能解釋問題，認為疑有造假，事態極為嚴重，需要轉交警方刑事調查；而警方亦表示案件已由重案組接手，並循偽造文書的方向調查。特首辦指特首林鄭月娥下達指令表示，要確保安全後才能通車。
路政署署長鍾錦華指沙中綫原有設計圖已獲屋宇署審批，涉事大幅改動須再入紙向署方申請，惟港鐵至今無向該署提交修改圖則申請。直斥對中線工程管理層失去信心。運輸及房屋局長陳帆要求港鐵董事局解除工程管理人員職務。被媒體追問是否沒責任需要下台時，陳帆回應指官員「負責任、有承擔」，指事件發生後「我相信大家自行作一個判斷，官員表現有目共睹。」
傍晚港鐵開記者會交代事件，董事局主席馬時亨代表港鐵向公眾道歉，同時宣布多名管理層人員離職，當中包括工程總監黃唯銘，即時生效，而原定2020年約滿的行政總裁梁國權則提早退休，但留任至繼任人接任為止。梁國權表示承建商為克服施工困難，私自更改紅磡站月台層版連接方式，認為新方案其實比原本的更好，連外間專家亦同意。
馬時亨則曾兩度向特首林鄭月娥請辭但被留任，三度強調自己「好有責任感」，故接受挽留完成新任港鐵行政總裁遴選工作。港鐵會全球招聘並甄選因沙中綫偷工醜聞而出缺的新管理層人選。
2018年10月8日，發展局公布向負責的承建商採取規管行動，禮頓建築(亞洲)有限公司被暫停政府工程投標資格，為期15個月。立法會議員質疑罰則未能反映問題嚴重性。田北辰形容是「天下第一笑話」。

## 立法會特別會議
2018年7月13日，立法會鐵路事宜小組委員會召開特別會議，討論紅磡站工程問題。承建商禮頓建築（亞洲）及分判商泛迅當日未有出席交代細節。立法會在6月初亦曾就事件召開會議，當日港鐵派出多名高層包括行政總裁梁國權、工程總監黃唯銘出席，惟二人均無出席，運輸及房屋局局長陳帆亦無出席。

#### 中科指港鐵高層早知情
聲稱曾親眼看到工人剪鋼筋、工程分判商中科興業董事總經理潘焯鴻首度上立會交代，指早於2016年尾已致電港鐵工程總監黃唯銘討論事件，另一港鐵高層、沙中綫土木工程（南北綫）總經理胡宏利（Aidan Rooney）在2015年更曾最少3次詢問他鋼筋被剪的情況，與港鐵早前指高層僅從傳媒得悉事件的說法不符。
港鐵早前向政府提交的報告並無引述來自中科的證供，港鐵指潘的指控欠缺文件支持。潘認為港鐵處理不公，又指港鐵不應等待獨立調查委員會運作，港鐵有責任自行調查，全面向公眾公開事件。
路政署早前就港鐵報告中未有向公眾披露的部分報警，潘焯鴻表示已把相關相片、文件及圖則合共近80GB的資料轉交警方。

#### 港鐵承認未開膠蓋有鋼根未接駁
委員會主席田北辰在會上展示經媒體報道，紅磡站以北的隧道照片，質問港鐵代表檢查時有否發現鋼筋膠蓋未被打開，以及鋼筋有否接駁，港鐵沙中綫土木工程總經理黃智聰初時僅指「做得唔好」、「有機會出現」等，被連番追問下，最終承認曾見到膠蓋未移除。
田北辰指，紅色膠蓋未移除，顯示鋼筋根本無接駁，「係非常嚴重」，他追問運房局副局長蘇偉文會否向特首林鄭月娥反映事件，讓獨立調查委員會的調查範圍擴闊至北面隧道，蘇回應指會向陳帆及林鄭反映意見。
公民黨楊岳橋則詢問該處由何人簽署確認鋼筋質量符合標準方灌入混凝土，港鐵代表指現時手頭上並無有關資料，但承諾如發現有同事沒有跟程序辦事，港鐵會跟進。他又承認港鐵監督有不足，董事會非常緊張。

#### 揭政府與港鐵協議「魔鬼細節」
立法會議員陳淑莊會內指出，政府與港鐵簽訂「委託協議」當中有三大不公平協議導致多次工程問題發生，然而港府無權查問超支費用內容，並需按協議和港鐵提交的帳目按時付款，不得質疑港鐵一切施工失誤和遲滞完工；路政署官員稱要根據合約精神繳款，陳指此項協議如同魔鬼細節。

## 調查委員會
跟進紅磡站剪短鋼筋問題，香港政府2018年6月12日宣布成立獨立調查委員會，並於7月10日正式由行政長官林鄭月娥會同行政會議於7月10日委任調查委員會，並委任前終審法院非常任法官夏正民擔任委員會主席兼委員，倫敦大學學院建築和基礎建設政策教授Peter George Hansford獲委任為委員，二人過去亦為高鐵超支調查委員會成員。調查委員會將由委任日期起計6個月內或行政長官會同行政會議准予的時間內，向行政長官提交報告。沙中綫紅磡站獨立調查委員會在10月22日展開聆訊，預計2019年2月28日完成所有作供。於2019年7月3日，調查委員會獲准延遲提交最後報告的期限至2019年11月29日。

### 調查委員會提交最後報告
2020年3月27日，政府新聞處發稿表示獨立調查委員會主席夏正民法官已向行政長官提交最後報告，並表示在研究最後報告和徵詢律政司的意見後會以適當方式公布報告。到同年5月12日，政府終於公布港鐵沙中線紅磡站調查委員會的最終報告，長達200多頁。報告顯示紅磡站在2015年9至12月有至少8支鋼筋的螺紋部分剪短，但認為不廣泛，只有不超過2%至3%的螺紋鋼筋被剪短，而禮頓亦擅自改東面連續牆頂部圖則，不過接納車站結構是完整下，只有進行適當措施便可。報告有不少篇幅批評政府、港鐵、禮頓在項目管理出現溝通失誤、監督不力、造工差劣，特別是檢測表格制度崩壞。而政府本身同時為項目的監督者，應該主動參與其中和採取行動，認為政府須負上責任。不過報告未有提及任何懲處。

## 事後
2022年5月14日，東鐵線過海段通車儀式當日，有記者問及港鐵行政總裁金澤培會否就紅磡站工程問題致通車延誤向港人致歉。他指出不同的調查結論均顯示，“紅磡站適當工程完成後，可安全地配合其設計用途，已完成相關工作。”有份調查沙中線工程問題的沙中線項目專家顧問團成員劉正光指有關的問題是在紅磡站發生，認為只是偶然的情况，而改善工程已經完成，對香港工程界仍有信心。
案件在事發5年後，於2023年6月27日在九龍城裁判法院開審，禮頓透過律師代表承認一項「身為註冊一般建築承建商嚴重偏離建築事務監督根據建築物條例批准的圖則所顯示的工程」罪。裁判官林子康指被告作為主承建商，有一定社會責任確保工程在符合規定下進行。但考慮到涉案只是佔地約131平方米的空間，事件距離完工有一段時間，亦無造成任何人命或財產損害，判罰款4萬元港币。
判決後，建築工程師潘焯鴻指政府佔港鐵七成多股分，一直視港鐵成為政府的一部分，認為政府比較不希望在任何檢控當中，令港鐵捲在漩渦中。立法會議員田北辰亦指「聽講佢（政府）話已經劃咗條線㗎喇，呢件事完結㗎喇，冇得再告㗎喇 」。 政府6小時內政府連發3稿，其中指個別人士發表前者言論完全是無中生有和不負責任，任何人都不應憑空妄斷，發表失實、不公和不負責任的言論，稱執法部門須以不偏不倚的態度處理每一宗案件；檢控決定必須基於所有可接納的證據和適用法律；至於指政府可能不再跟進沙中線工程質量事件，政府強調此說法全無事實根據、居心叵測，而試圖捏造事實抹黑政府的行為都不會得逞。政府稱考慮應否就判決結果上訴。
到同年7月8日，政府發言人表示，屋宇署經徵詢律政司意見後，會就製冷機房偏離批准圖則違規的刑罰提出覆核，政府發言人同時指出，「對有不熟識檢控工作的人士，一再罔顧事實作出失實指控，並對獨立調查委員會作出無理攻擊，誤導公眾，政府必須直斥其非，以正視聽」。

## 各界反應
- 田北辰：高鐵超支調查結論是溝通出現問題，但港鐵撤換高層後在沙中綫同樣出現問題。關鍵之處還是港鐵和涉事承建商之間如何溝通，港鐵有否立即向政府匯報，還是自行與禮頓協調處理。路政署在事件上角色較被動，建議當局另外成立鐵路拓展署，和路政署平起平坐，負責管理和抽查鐵路事宜，讓外界重新建立信心。[69]田又指現在的港鐵已經忘記本業，儼如一間地產公司，又積極於海外發展業務，不能專注香港鐵路營運。過去田反對回購港鐵，但因愈見「不對勁」認為已是時候考慮回購港鐵。[70]
- 鄭經翰：港鐵和高層有政治任務在身，為趕出亂；當權者自大以為自己有無上權威，自詡專業自己説了算而蔑視公眾監察，間接令社會變得有強權沒公理。[71]
- 黎廣德：遇有問題時政府官員替港鐵護航，助長港鐵高層傲慢。香港政府必須從速制定「揭弊者保護法」，責成港鐵及承建商放棄合同保密要求，以便分包商和知情人士可以將影響公眾安全的資料向傳媒披露，否則真相永遠無法水落石出。制定揭弊者保護法可作為防止貪污舞弊及保障公眾安全的有效工具。[72]
- 劉細良：專業精神崩潰，官員恬不知恥，港鐵的壟斷地位造就出隻手遮天的機構文化，一間代表香港衝出國際的鐵路公司金漆招牌，形象迅速蒸發，香港人集體受害。自紅磡站豆腐渣工程被揭露後，港鐵將心思工作放在全力攻擊爆料的分判商，又登廣告反擊，主席囂張得可以，在在顯示這間壟斷全港鐵路公司，已經爛到入心。[73]
- 譚文豪：政府監管不力，應徹查是否涉及利益輸送，並須檢視其他港鐵工程圖則及報告，追究責任，確保沙中綫安全才通車。
- 陳淑莊：今年5月底在事件曝光初期，陳帆單方面相信港鐵，聲稱工程無問題，儼如港鐵發言人，現證實工程實有問題，理應為監管工程不力問責下台。陳亦對紅磡站的安全成疑，認為即使進行荷載測試亦不足以挽回公眾信心，認為港鐵沙中綫亦全面停工及檢測。
- 陳志全：沙中綫事件是香港交通運輸基建史上最大的醜聞。政府一直後知後覺，置身事外。事實上負責沙中綫項目的特區政府官員，包括運房局及路政署，必須承擔監管不力的責任。港鐵管治出現嚴重系統性問題，連政府都不信港鐵的圖則，證明當初要求立法會運用《權力及特權條例》成立專責委員會是正確的。沙中線紅磡站應該拆掉重建，超支金額由地鐵及承建商自行承擔，長遠而言回購港鐵，令港鐵重新成為法定機構。負責關監督工程的陳帆應問責下台。
- 林卓廷：港鐵公信力蕩然無存，撤換管理層亦未能解決事件，應全面停工檢查，如有需要亦重做。[74]

## 相關爭議
2021年4月，鄭松泰質疑，還沒檢控失職人員。

### 史上最昂貴鐵路項目
2012年3月，香港政府公佈沙中線的以付款當日計算價格798億港元。傳媒人林芸生評論指，興建沙中線的所須開支比起成本約100億美元（780億港元）的太空電梯還要高昂，造成「出中環」比「上太空」花費更多的荒謬現象。同月27日，行政長官會同行政會議批准進行沙田至中環線鐵路項目。

### 多次追加撥款
立法會財委會分别於2010年7月、2011年2月及6月合共通過撥款約84億元進行沙中線的前期及保護工程。2012年5月11日，財委會通過撥款約714億元進行沙中線主體工程，其後政府委託港鐵公司，以約708億元進行建造沙中線主要工程、測試及試行運作沙中線。另外，財委會於2017年6月17日通過沙中線前期鐵路工程約8.5億元追加撥款。
港鐵公布於2017年12月5日已向政府匯報，估計沙中線項目總成本將由708.27億元，增加165.01億元至873.28億元，包括備用資金及可能上調的項目管理費而需支付的款項。加上沙中綫其他項目造價89.87億，以及金鐘站擴建工程超支8.48億，令沙中綫所涉工程總造價增至971.63億元，每公里沙中綫造價逾57億元，較廣深港高鐵每公里造價33億元貴72%，成為香港鐵路史上造價最貴的工程，堪稱「千億鐵路」。
事實上，若按每公里成本計算，沙中綫建築費為全球鐵路工程第二貴，平均每公里造價達59億港元，比德國、荷蘭、韓國、台灣等地的高鐵項目都要昂貴。

### 公眾質疑效益並涉及利益輸送
過去，兩鐵合併前的地鐵公司在有限工程撥款亦能按計劃完工通車。但興建沙中綫多年，港鐵已多次以工程遇上複雜地質和地底管線狀況為由要求追加撥款，有議員質疑港鐵未有做好勘測工作。之後屢被爆出偷工減料事件，更令公眾疑惑興建沙中綫是否存在利益輸送。

隨著沙中綫偷工減料醜聞愈演愈烈，沙中綫的通車日期（2019年中，原預計可提前通車）或會存在變數，特別是紅磡站新建月台鬧出剪短鋼筋風波，最壞情況或須拆毀原本即將完工的月台，重新再做。叧外，由政府牽頭組成的調查委員會，有傳媒以2015年「鉛水事件」作例，當時該調查委員會開支逾4300萬元，調查沙中綫的開支應該不菲。
《蘋果日報》報導，禮頓在前特首梁振英任內獲多項大型基建工程合約（參見：梁振英涉嫌收取澳洲企業款項事件），而禮頓與UGL屬同一母公司。梁振英發文指與禮頓從無關係。

### 前港鐵高層加入非執董 公司繼續承接多項港鐵工程
《立場新聞》發現，港鐵工程總監黃唯銘離開港鐵兩年後，在2020年9月獲亞洲聯合基建（前稱俊和發展）委任為非執行董事和香港建築項目合規顧問，董事袍金每年達23萬元。而子公司多次單獨或與其他公司合作投得港鐵工程項目。記者曾就離職安排向港鐵查詢，不過港鐵表示有關資料涉及機密或敏感資訊，拒絕提供相關詳情。而亞洲聯合基建指黃唯銘作為合規顧問，不會參與任何項目或任何營運。另外，港鐵前行政總裁梁國權獲領展委任為獨立非執董，董事袍金約每年63萬元。